# 메흐디 타흐라트
메흐디 장 타흐라트(아랍어: مهدى جيان تاهرات, 프랑스어: Mehdi Jean Tahrat, 1990년 1월 24일 ~ )는 리그 2 클럽 트루아에서 수비수와 수비형 미드필더로 활약하고 있는 알제리의 프로 축구 선수이다. 프랑스에서 태어난 그는 알제리 국가대표팀에서 뛰고 있다.

## 구단 경력
2014년 7월, 샹피오나 나시오날 2에서 릴의 리저브 팀에서 활약한 후, 타흐라트는 샹피오나 나시오날의 파리 FC로 이적하였다.
2018년 1월, 그는 앙제를 떠나 남은 시즌 동안 발랑시엔로 임대되었다.
2023년 9월 12일, 타흐라트는 리그 2의 트루아와 1년 더 계약을 맺었다.

## 국가대표팀 경력
2015년 9월, 타흐라트는 기니와 세네갈과의 친선 경기를 위해 알제리 축구 국가대표팀에 처음으로 차출되었다.